# Kozakowszczyzna Nowa
Kozakowszczyzna Nowa (biał. Новая Казакоўшчына; ros. Новая Казаковщина) – wieś na Białorusi, w obwodzie grodzieńskim, w rejonie werenowskim, w sielsowiecie Raduń, nad Dzitwą, przy drodze republikańskiej . W źródłach pojawia się także pod nazwą Nowa Kozakowszczyzna.
W dwudziestoleciu międzywojennym leżała w Polsce, w województwie nowogródzkim, w powiecie lidzkim, w gminach Aleksandrowo (do 1925), Mackiszki (1925–1929) oraz Raduń (od 1929). Po II wojnie światowej w granicach Związku Sowieckiego. Od 1991 w niepodległej Białorusi.